# 宜蘭西國三十三所靈場
宜蘭西國三十三所靈場，是日治時代在宜蘭設的西國三十三所靈場。

## 概要
日治時期1926年於台北觀音山麓創設台北西國三十三所靈場之後，1928至1929年間於宜蘭、基隆及新竹分別成立地方靈場。宜蘭與基隆兩處靈場型式相同，皆複製西國三十三所觀音靈場本尊，現今宜蘭靈場僅發現13座石佛，半數以上石佛位置顯非原址，而宜蘭靈場創設時間，目前唯一依據只來自金龍寺石佛下緣昭和三年字樣。

## 目前發現位置
| 番號   | 寺名       | 本尊             | 目前發現位置                 |
| ------ | ---------- | ---------------- | ---------------------------- |
| 第1番  | 青岸渡寺   | 如意輪觀世音     | 南方澳城隍廟                 |
| 第2番  | 金剛寶寺   | 十一面觀世音     | 南方澳南光寺（疑似）         |
| 第3番  | 粉川寺     | 千手觀世音       | 南方澳金龍寺                 |
| 第4番  | 施福寺     | 千手觀世音       |                              |
| 第5番  | 葛井寺     | 千手觀世音       |                              |
| 第6番  | 南法華寺   | 千手觀世音       |                              |
| 第7番  | 岡寺       | 二臂如意輪觀世音 | 蘇澳祥光寺                   |
| 第8番  | 長谷寺     | 十一面觀世音     |                              |
| 第9番  | 興福寺     | 不空羂索觀世音   |                              |
| 第10番 | 三室戶寺   | 千手觀世音       |                              |
| 第11番 | 醍醐寺     | 凖提觀世音       | 羅東震安宮                   |
| 第12番 | 正法寺     | 千手觀世音       | 羅東善法寺                   |
| 第13番 | 石山寺     | 如意輪觀世音     | 台灣自來水公司宜蘭南區服務所 |
| 第14番 | 三井寺     | 如意輪觀世音     | 羅東三井寺                   |
| 第15番 | 觀音寺     | 十一面觀世音     |                              |
| 第16番 | 清水寺     | 千手觀世音       | 三星甘泉寺                   |
| 第17番 | 六波羅蜜寺 | 十一面觀世音     | 內城普照寺（疑似）           |
| 第18番 | 頂法寺     | 如意輪觀世音     |                              |
| 第19番 | 行願寺     | 千手觀世音       |                              |
| 第20番 | 善峯寺     | 千手觀世音       |                              |
| 第21番 | 穴太寺     | 聖觀世音         |                              |
| 第22番 | 總持寺     | 千手觀世音       |                              |
| 第23番 | 勝尾寺     | 千手觀世音       |                              |
| 第24番 | 中山寺     | 十一面觀世音     |                              |
| 第25番 | 清水寺     | 千手觀世音       |                              |
| 第26番 | 一乘寺     | 聖觀世音         |                              |
| 第27番 | 圓教寺     | 如意輪觀世音     |                              |
| 第28番 | 成相寺     | 聖觀世音         |                              |
| 第29番 | 松尾寺     | 馬頭觀世音       | 番社同安廟（疑似）           |
| 第30番 | 本業寺     | 千手觀世音       | 頭城石觀音寺                 |
| 第31番 | 長命寺     | 聖觀世音         | 礁溪正覺寺                   |
| 第32番 | 觀音正寺   | 千手觀世音       |                              |
| 第33番 | 華嚴寺     | 十一面觀世音     |                              |

## 相片

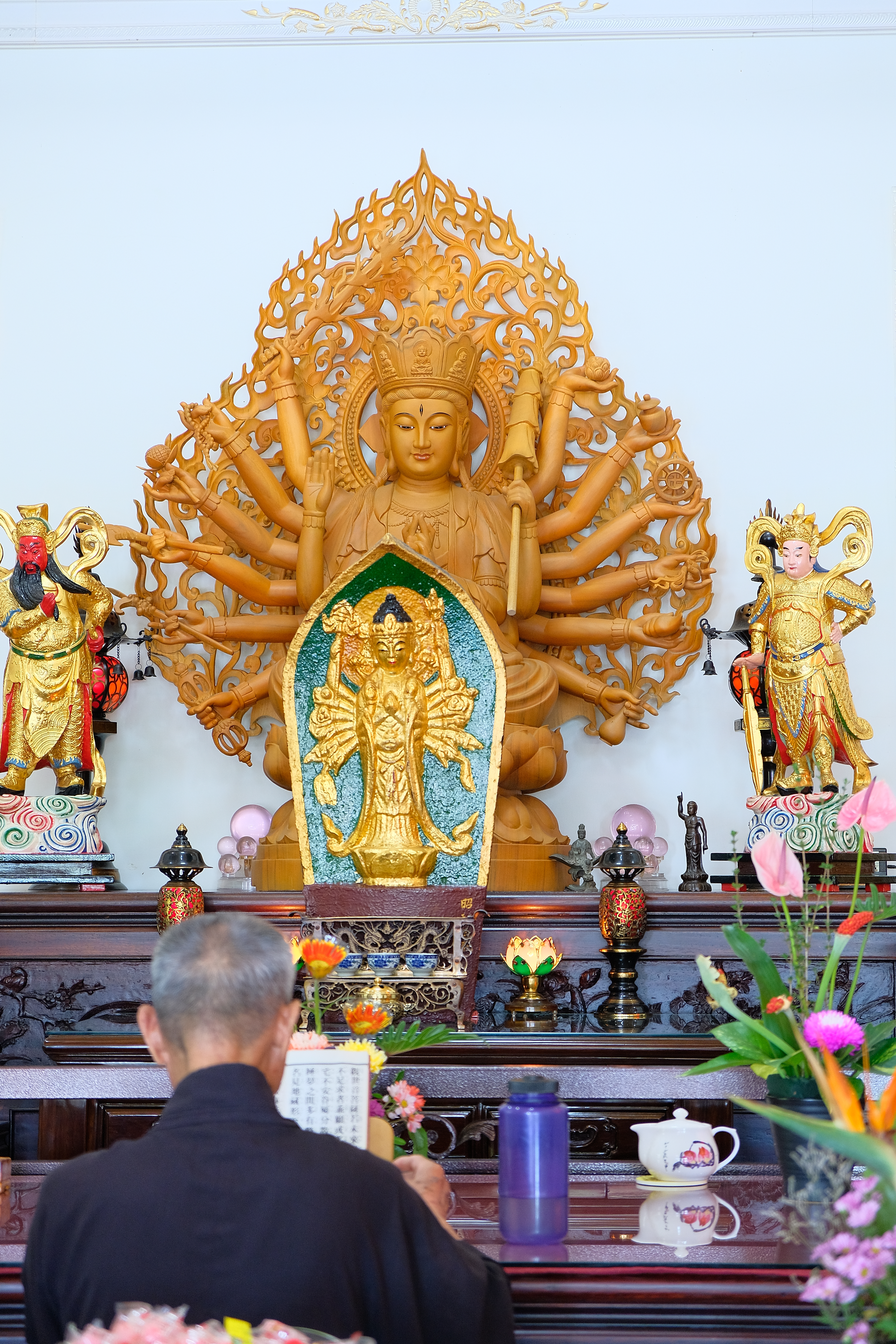
南方澳金龍寺(第三番粉川寺千手千眼觀世音)（3番）
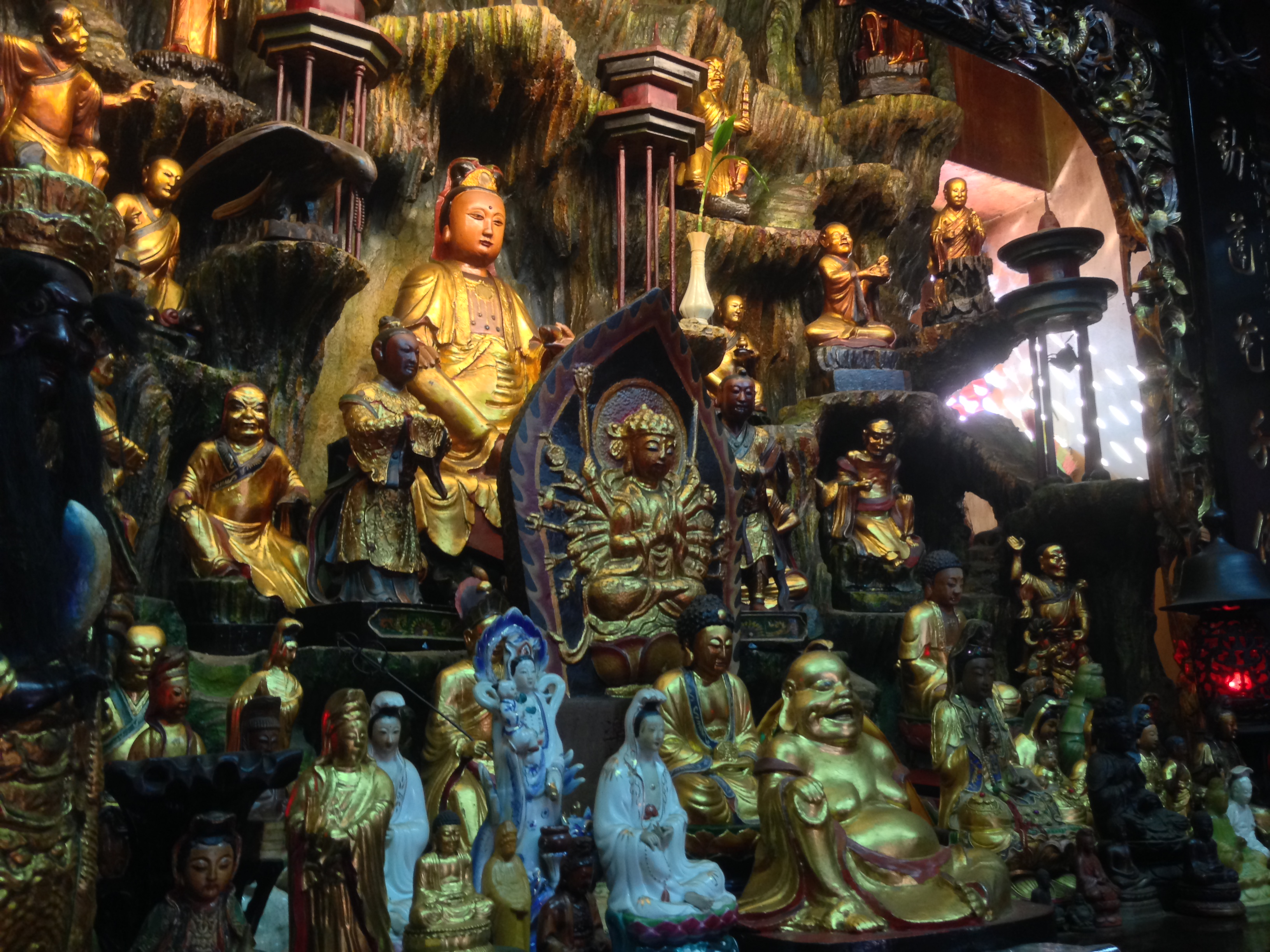
羅東震安宮(第十一番醍醐寺准胝観音)（11番）
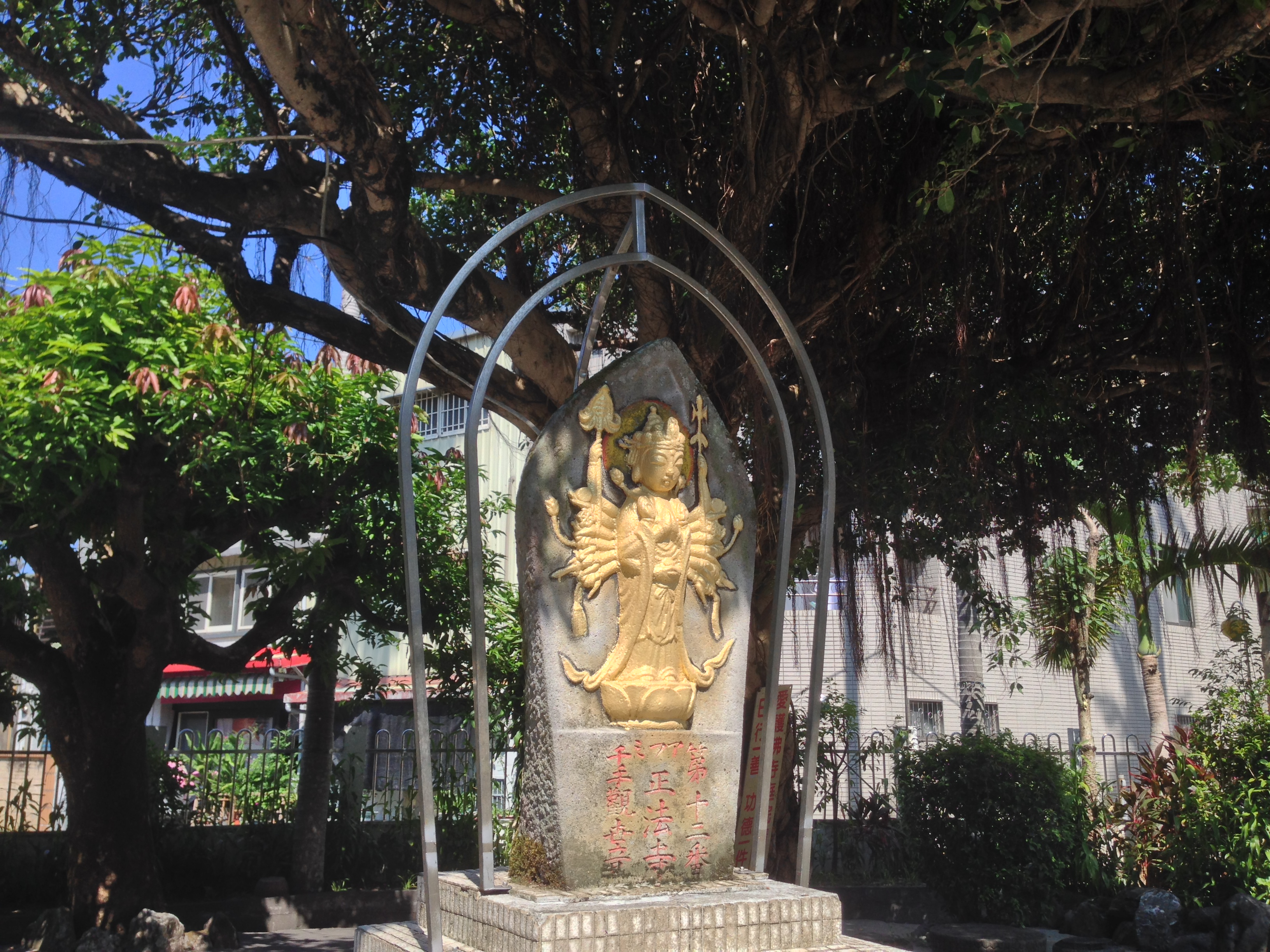
羅東善法寺(第十二番正法寺千手觀世音)（12番）
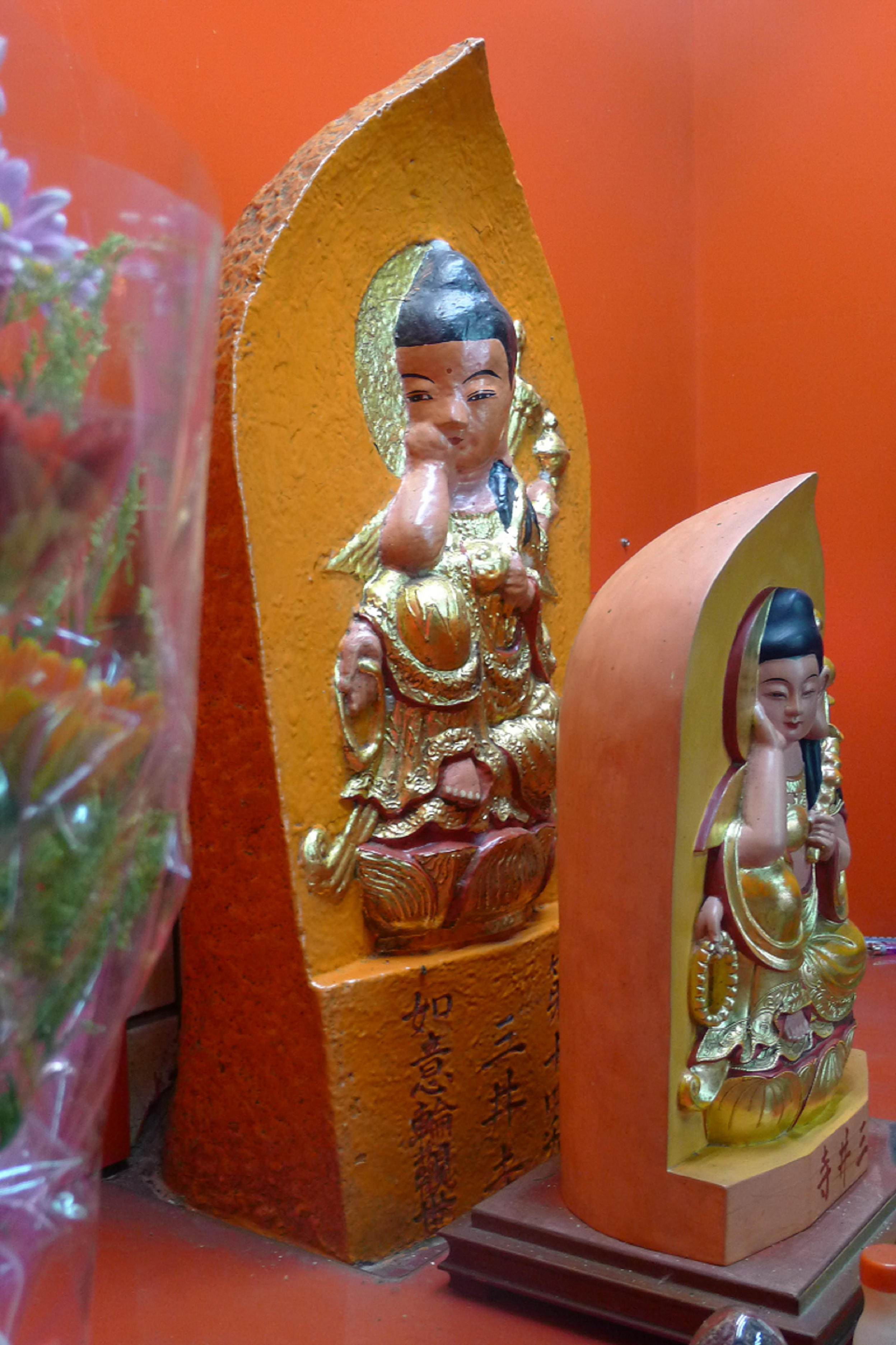
羅東三井寺(第十四番三井寺如意輪觀音)（14番）
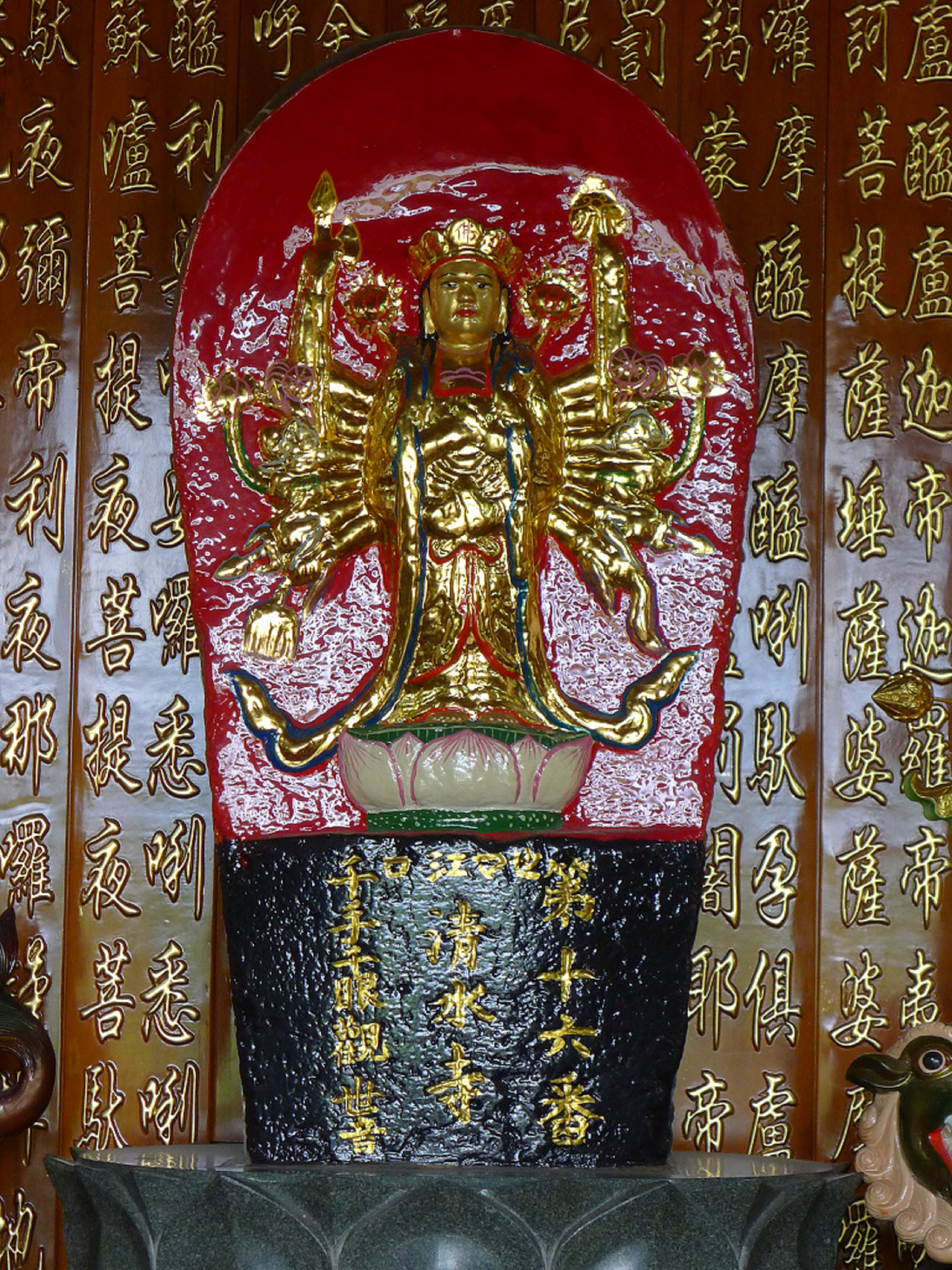
三星甘泉寺(第十六番正法寺千手觀世音)（16番）
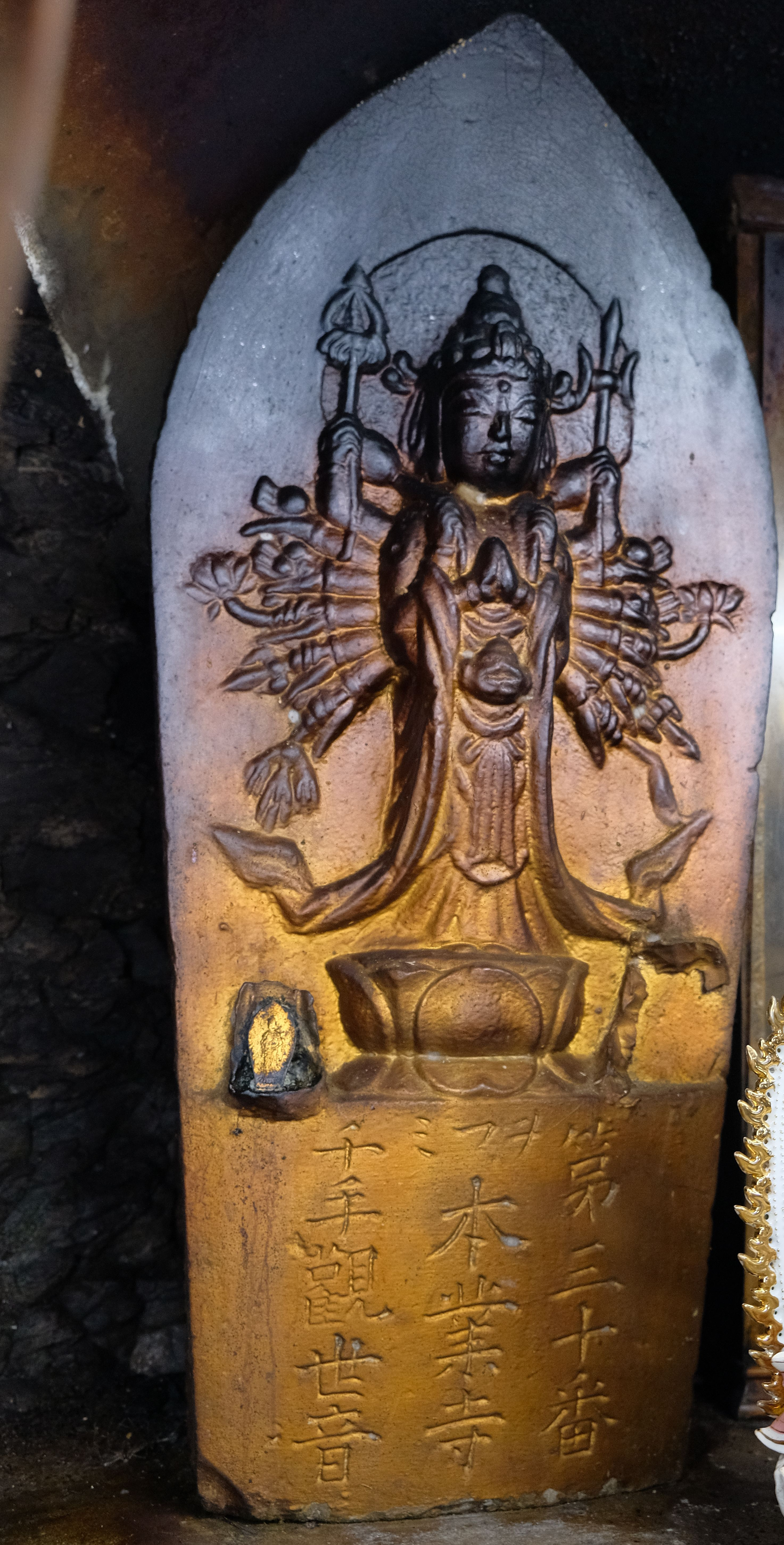
頭城石觀音寺(第三十番本業寺千手觀世音)（30番）

## 外部連結
獨步山林間觀音石佛總整理  宜蘭地區西國33所觀音石佛 （页面存档备份，存于）
蘭博電子報 132期-石觀音拾遺記 （页面存档备份，存于）
南方澳南光寺石佛 （页面存档备份，存于）